# Eva Lwowna Broido

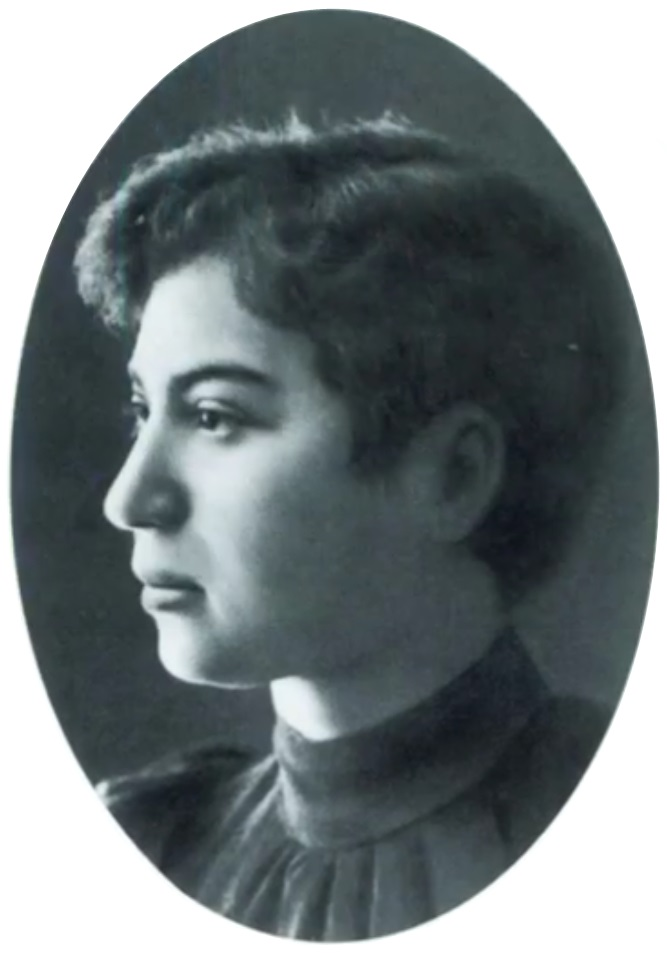
Eva Broido (vor 1917)

Eva Lwowna Broido (* 1876 in Švenčionys; † 14. September oder 11. November 1941) war Mitglied der Menschewiki-Fraktion der Sozialdemokratischen Arbeiterpartei Russlands. Sie wurde mehrfach inhaftiert und verbannt.

## Leben
Eva Broido war die Tochter eines Talmud-Lehrers und einer Holzhändlerin. Sie besuchte eine Jungenschule und machte eine Ausbildung zur Apothekenhelferin. 1895/96 reiste sie nach Berlin, wo sie mit Sozialdemokraten in Kontakt kam. Von 1896 bis 1898 war sie mit einem Gordon verheiratet, mit dem sie zwei Töchter hatte, darunter Aleksandra Abramowna (1897–1976).
1899 ließ sie sich in Sankt Petersburg nieder, schloss sich der Sozialdemokratischen Bewegung an und übersetzte August Bebels Die Frau und der Sozialismus ins Russische. Sie war Mitglied einer illegalen Arbeiter-Bibliothek, für die sie Schriften erstellte und verteilte. Im Januar 1901 wurde sie inhaftiert und nach 15 Monaten im Gefängnis zu einem drei- oder fünfjährigen Exil in Sibirien verurteilt.
1902 heiratete sie im Gefängnis ihren Jugendfreund Mark Broido (russisch Бройдо Марк Исаевич; 1877–1937), mit zehn Gefangenen als Trauzeugen. Das Paar hatte einen Sohn, Daniel. und zwei Töchter, u. a. Vera Broido
Bei einem Aufstand der Exilanten im Jahr 1904 gelang der Familie die Flucht nach England. Im folgenden Jahr kehrten sie nach Russland zurück, wo sie sich der Menschewiki-Fraktion der Sozialdemokratischen Arbeiterpartei Russlands (RSDAP) anschlossen. Sie arbeiteten in Baku als Menschewiki-Organisatoren und veröffentlichten eine illegale Wochenzeitung.
1906 kehrten sie nach Sankt Petersburg zurück, wo sie Treffen von Fabrikarbeitern organisierten, Broschüren schrieben, Arbeiten deutscher Sozialdemokraten übersetzten und die Wahl zur vierten Duma (1912) organisierten. Nachdem die Familie von 1914 bis Frühjahr 1917 zum zweiten Mal nach Sibirien verbannt worden war, arbeitete sie in Moskau für die Menschewiki-Presse und war Mitglied des Zentralkomitees der Menschewiki. Sie hatten sich euphorisch auf die Revolution gefreut.
1920 emigrierten sie nach Berlin, wo Eva für den Sozialistitscheski Westnik arbeitete und um 1925 ein Modeatelier eröffnete.
Nachdem Eva 1927 illegal als Kurier in die Sowjetunion zurückgekehrt waren, wurde sie im folgenden Jahr inhaftiert und bis 1936 nach Taschkent verbannt. 1929 hat sie ihre Lebenserinnerungen unter dem Titel Wetterleuchten der Revolution veröffentlicht. Später wurde sie an die mongolische Grenze verbannt, wo sie möglicherweise im Juni 1941 erschossen wurde.

## Werke
- Wetterleuchten der Revolution. [Erstausgabe 1929]. Vorwort von Alexander Stein. 2. Aufl. Berlin, Der Bücherkreis, 1931.